# 기타가타역 (사가현)
기타가타역(일본어: 北方駅)은 일본 사가현 다케오시에 위치한 규슈 여객철도의 역이다.

## 역구조
역은 2면 3선으로 되어 있고 지상역이다.

## 역사
- 1895년 5월 5일 - 개통
- 1907년 7월 1일 - 일본국유철도에 편입됨
- 1987년 4월 1일 - 국유철도 민영화로 규슈 여객철도에 편입됨

## 인접역
| ■ 규슈 여객철도    | ■ 규슈 여객철도 | ■ 규슈 여객철도      |
| ------------------ | --------------- | -------------------- |
| 오마치 고호쿠 방면 | 사세보 선       | 다카하시 사세보 방면 |